# Função localmente integrável
Em matemática, uma função é dita localmente integrável em um subconjunto {\displaystyle E\,} de seu domínio se for integrável em cada subconjunto pré-compacto de {\displaystyle E\,}. O espaço das funções localmente integráveis em {\displaystyle E\,} é denotado por {\displaystyle L_{\mathrm {loc} }^{1}(E)\,}

## Definição
Seja {\displaystyle f\colon D\to \mathbb {R} \,} uma função mensurável. Dizemos que {\displaystyle f\in L_{\mathrm {loc} }^{1}(E)\,} se {\displaystyle E\,} é um subconjunto mensurável de {\displaystyle D\,} e vale que:
- {\displaystyle \forall V\subseteq {\overline {V}}\subseteq E\,} com {\displaystyle {\overline {V}}\,} compacto então {\displaystyle f\in L^{1}(V)\,}

Esta definição pode ser generalizada para os espaços {\displaystyle L_{\mathrm {loc} }^{p}(V)\,}.

## Propriedades
- Se {\displaystyle 1\leq p<q\leq \infty \,} então {\displaystyle L_{\mathrm {loc} }^{q}(E)\subseteq L_{\mathrm {loc} }^{p}(E)\subseteq L^{p}(E)\,}

Exemplo: Sendo {\displaystyle f\colon \mathbb {R} \to \mathbb {R} } tal que {\displaystyle f(x)={\frac {1}{\sqrt {x}}}} para {\displaystyle x\neq 0} e {\displaystyle f(0)=0}, temos {\displaystyle f\in L_{\mathrm {loc} }^{1}(\mathbb {R} )} e {\displaystyle f\not \in L_{\mathrm {loc} }^{2}(\mathbb {R} )}.